# Ахтырка (Новосибирская область)
Ахты́рка — деревня в Венгеровском районе Новосибирской области России. Входит в состав Вознесенского сельсовета.

## География
Площадь деревни — 9 гектаров.

## Население
| 2002 | 2007 | 2010 |
| ---- | ---- | ---- |
| 100  | ↘83  | ↘64  |

## Инфраструктура
В деревне по данным на 2007 год функционируют 1 учреждение здравоохранения, 1 образовательное учреждение.